# اندل تولوینگ
اِندل تولوینگ (استونیایی: Endel Tulving؛ زادهٔ ۲۶ مه ۱۹۲۷) یک عصب‌پژوه، عصب‌شناس شناختی و روان‌شناس تجربی اهل استونی و کانادا است.
شهرت او به سبب مطالعات بنیادین و بسیار مهم در رابطه با حافظه انسان است که نتایج تحقیقات آنها، تأثیر به‌سزایی بر مطالعات و فعالیت‌های دانشمندان عصب‌شناس، روان‌شناس و پزشکان بالینی داشته است. وی در سال ۱۹۷۲ میلادی «حافظهٔ رویدادی» را از «حافظهٔ معنایی» افتراق داد و سپس، حافظهٔ رویدادی را به دو زیرگروه مجزا تقسیم کرد.
او استاد بازنشستهٔ دانشگاه تورنتو و استاد مدعو در دانشگاه واشینگتن در سن‌لوئیس است.
تولوینگ دوره‌های لیسانس و فوق‌لیسانس خود را در دانشگاه تورنتو گذراند و سپس از دانشگاه هاروارد دکترا گرفت. وی در سال ۱۹۷۹ میلادی، به عضویت «انجمن سلطنتی کانادا»، در ۱۹۸۸ به عضویت آکادمی ملی علوم، در سال ۱۹۹۲ به عضویت انجمن سلطنتی و بعدها به عضویت فرهنگستان پادشاهی علوم سوئد درآمد. در سال ۲۰۰۵ میلادی، تولوینگ برندهٔ «جایزهٔ بین‌المللی گردنر» (برجسته‌ترین جایزهٔ پزشکی و بیولوژی کشور کانادا و یکی از معتبرترین جوایز پزشکی جهان) شد. در سال ۲۰۰۶ میلادی، وی «نشان لیاقت کانادا» را دریافت داشت و در سال ۲۰۰۷ میلادی، نامش در فهرست «تالار مشاهیر پزشکی کانادا» جای گرفت.
تولوینگ در حدود ۲۰۰ مقالهٔ پژوهشی و علمی به‌چاپ رسانده است و تا ماهِ آوریل ۲۰۱۰ میلادی، «شاخص اچِ» او، عدد ۶۹ بود. در مطالعه و گزارشی که در مجلهٔ «مروری بر روان‌شناسی عمومی» در سال ۲۰۰۲ به چاپ رسید، او را ۳۶مین روان‌شناس برتر «ارجاع‌شده در مقالات»، در قرن بیستم میلادی رده‌بندی نمودند.
وی یکی از برندگان کمک‌هزینه گوگنهایم است.